# Polyploca
Polyploca is een geslacht van vlinders van de familie eenstaartjes (Drepanidae).

## Soorten
- P. anguligera Hampson, 1893
- P. bifasciata Hampson, 1895
- P. castaneata Warren, 1915
- P. curvicosta Warren, 1915
- P. galema Swinhoe, 1894
- P. hoerburgeri Schawerda
- P. honei Sick, 1941
- P. korbi Rebel, 1901
- P. neoridens Parenzan, 1976
- P. nigripunctata Warren, 1915
- P. nigrofascicula Graeser, 1888
- P. nigropunctata Sick, 1941
- P. ridens

Groenige orvlinder (Fabricius, 1787)
- P. ruficollis (Schiffermüller & Denis, 1776)
- P. semiobsoleta Warren, 1915
- P. singularis (Houlbert, 1921)